# Пирлиця (Сороцький район)
Пирлиця (рум. Pîrliţa) — село в Молдові у Сороцькому районі. Адміністративний центр однойменної комуни, до складу якої також входять села Ванцина та Мала Ванцина.

## Підземні води
З глибини 850 м одержано води з температурою 37 °C , а також із температурою 46 °C з глибини 1050 м.